# Parc de la Tourelle
Het Parc de la Tourelle is een park in het stadsdeel Heusy van de Belgische stad Verviers, gelegen nabij de Avenue du Parc 24.

## Geschiedenis
Oorspronkelijk lag hier een domein van de familie de Goër uit Herve. Dit werd na de Franse tijd gekocht door de industrieel Frans-Xavier Simonis. Het bestond toen uit een groot kasteel, met stallen, een uitgestrekt park waarin zich vijvers en bronnen bevonden, en een boerderij. Zijn zoon, Clément Simonis, liet in 1826 een nieuw kasteel bouwen, maar verdeelde het landgoed in 14 percelen die afzonderlijk werden verkocht. De eerste burgemeester van Heusy, Jacques-François Hanlet de Séroule, kocht het kasteel, het park en een aanzienlijke oppervlakte aanpalende grond. Hij liet in 1851 een neogotisch paviljoen bouwen naar ontwerp van Charles Thirion, met kasteelachtig uiterlijk en voorzien van een achtkante uitzichttoren. Als materiaal werden blokken kalksteen en zandsteen gebruikt, en ook bakstenen. Het uitkijktorentje werd de tourelle genoemd.
In de Tourelle bevindt zich een steen die afkomstig is uit het domein van Grandprez, en waarop de tekst staat te lezen: vous n'êtes pas égale à nous, nous sommes sage et vous êtes foux - 1762 (u bent niet gelijk aan ons, wij zijn wijs en u bent gek).
De familie Hanlet de Seroule heeft een deel van het domein aan een religieuze orde verkocht, en een ander deel aan de stad Verviers, die het deels verkaveldevoor stadsuitbreiding, terwijl de Tourelle en bijbehorend park van ongeveer 10 ha tot openbaar park werd omgevormd.
De Tourelle is in de Tweede Wereldoorlog nog door de bezetter als uitkijktoren gebruikt. Daarna is er vrijwel niets meer met het gebouwtje gebeurd.